# (23018) Annmoriarty
(23018) Annmoriarty est un astéroïde de la ceinture principale d'astéroïdes.

## Description
(23018) Annmoriarty est un astéroïde de la ceinture principale d'astéroïdes. Il fut découvert le 15 novembre 1999 à Socorro (Nouveau-Mexique) par le projet LINEAR. Il présente une orbite caractérisée par un demi-grand axe de 2,42 UA, une excentricité de 0,20 et une inclinaison de 3,9° par rapport à l'écliptique.

## Compléments